# Baran Gezek
Baran Gezek, né le 26 août 2005 à Mersin en Turquie, est un footballeur turc qui évolue au poste de milieu central au Kayserispor.

## Biographie

### En club
Né à Mersin en Turquie, Baran Gezek est notamment formé par Kayserispor, avec lequel il signe son premier contrat professionnel en juillet 2022, d'une durée de trois ans. 
Il joue son premier match en professionnel avec ce club, le 21 août 2022, lors d'une rencontre de Süper Lig, la première division turque, face au İstanbul Başakşehir FK. Il entre en jeu à la place de Miguel Cardoso et son équipe est battue par deux buts à zéro,.

### En sélection
Baran Gezek représente la Turquie en sélection, il commence avec l'équipe des moins de 17 ans avec laquelle il est retenu pour participer au Championnat d'Europe des moins de 17 ans en 2022. Lors de ce tournoi organisé en Israël il joue trois matchs dont un comme titulaire. Avec un bilan de trois défaites en trois matchs, la Turquie est éliminée dès la phase de groupe.
En novembre 2024, Baran Gezek est convoqué pour la première fois avec l'équipe de Turquie espoirs. Il joue son premier match avec les espoirs lors de ce rassemblement, le 19 novembre 2024 face à la Serbie. Il est titularisé lors de ce match où son équipe est battue par deux buts à un.